# Črnomelj
Črnomelj (německy Tschernembl) je město ve stejnojmenné občině na jihovýchodě Slovinska v Jihovýchodním slovinském regionu. Jde o největší město v regionu Bela Krajina, žije zde přibližně 5500 obyvatel.

## Název
Črnomelj byl v písemných pramenech poprvé doložen v roce 1228 jako Schirnomel. Název je odvozen od *Čьrnomľь , podle hypokorismu *Čьrnomъ , tedy původně 'Črnomova osada'.  V moderní němčině byl název Tschernembl.
Do roku 1918 používala rakousko-uherská pošta dvojjazyčné názvy Tschernembl – Černomelj. Samotný německý název používala pošta jen před rokem 1867.

## Geografie
Průměrná nadmořská výška v okolí je 174,3 m. Město je dopravním centrem části tzv. Bílé krajiny mezi městy Metlikou a též sídly Adlešiči, Semičem, Vinicí a Stari trg ob Kolpa. Črnomelj není jen dopravním centrem, ale také kulturním, pracovním, zásobovacím a administrativním centrem velké části této oblasti.
Staré centrum města je jedním z těch, které se vyznačuje strategickou polohou na bezpečném molu v ohybu řeky Lahinji. Centrum je také vysoko nad soutokem hluboce zaříznutých řek, respektive Lahinji a jejího přítoku zvaného Dblicica. Centrum města je zároveň obklopeno městskými hradbami. 

## Historie a současnost
Oblast byla osídlena v předřímské i římské době. První písemná zmínka pochází z roku 1228, městská práva získal počátkem patnáctého století. Od roku 1277 drželi město hrabata z Gorice, později Habsburkové. Črnomelj i Metlika jsou poprvé zmíněny jako města v habsburské listině z roku 1407, ale Črnomelj je v pramenech zmiňován pouze jako náměstí na více než 150 let. V době turecké hrozby měl Črnomelj vedlejší roli jako centrum pro zásobování vnitrozemí Vojenské hranice.
Již v roce 1569 fungovala ve městě protestantská škola pod vedením učitelů Bartolomea Movrina (1569-1575-1586), Ivana Tajnera (1575) a Mihaela Šifroviče (1586-1598). Začátkem 90. let 16. století evangelíci zcela převzali orgány městské samosprávy a roku 1593 navrhli za městského soudce (starostu) protestanta Mihaela Živkoviče, kterého však zemský kníže odmítl. Když v roce 1598 začala protireformace, byli protestanti vyhnáni, nebo konvertovali ke katolicismu a činnost protestantů definitivně vyhasla v roce 1614. Do roku 1565 zde žili příslušníci rodu pánů z Črnomalje (známých jako von Tschernembl). V roce 1868 zde vznikla slovinská čítárna, v roce 1874 se zformoval hasičský sbor, od roku 1914 je Črnomelj napojen na železnici. 
13. dubna 1941 bylo město obsazeno Itálií. Po italské kapitulaci byl 9. září 1943 Črnomelj osvobozen partyzány. Ve dnech 19. až 20. února 1944 se ve městě konalo první zasedání Slovinské národněosvobozenecké rady (SNOS). V Črnomelju byly nejen redakce slovinských periodik, radiostanice Osvobozenecké fronty, ale také Slovinské národní divadlo a civilní nemocnice. Na konci druhé světové války měla být ve městě také ustanovena první slovinská republiková vláda, nakonec se tento akt uskutečnil v Ajdovščině.

## Socioekonomické faktory

### Doprava
Železniční spojení do Črnomlje bylo vybudováno v roce 1914 a mělo za následek začátek nového rozvoje města a vůbec celého okolí. Další plány na stavbu železničního spojení Črnomelj - Vinica - Ogulin se však neuskutečnily. Na počátku 20. století vznikly první průmyslové podniky, což mělo pozitivní vliv na demografické trendy a nárůst počtu obyvatel, stejně jako na rozvoj dopravy. Navzdory tomu Bela Krajina as ní i Črnomelj vždy trpěly značným úbytkem populace, což bylo nejvíce prohloubeno při výskytu peronospory a mšice révové v 80. letech 19. století, které významně poznamenaly místní zemědělství.

### Ekonomika
Kromě zemědělství je v oblasti zastoupen i průmysl (kovoobrábění, dřevozpracující, textilní). Kvůli příznivým cenám pozemků a levné pracovní síle se výroba z jiných zemí či odvětví přesouvá i do míst zkrachovalých firem nebo do nejbližšího okolí, zejména do řemeslné zóny v místě bývalého dolu Kanižarica.

## Památky
- Zámek Črnomelj, dnešní sídlo městské správy
- Stonický hrad
- Pevnost Črnomelj
- Kostely sv. Petra, sv. Ducha a sv. Boštjany
- Národní čítárna

## Galerie

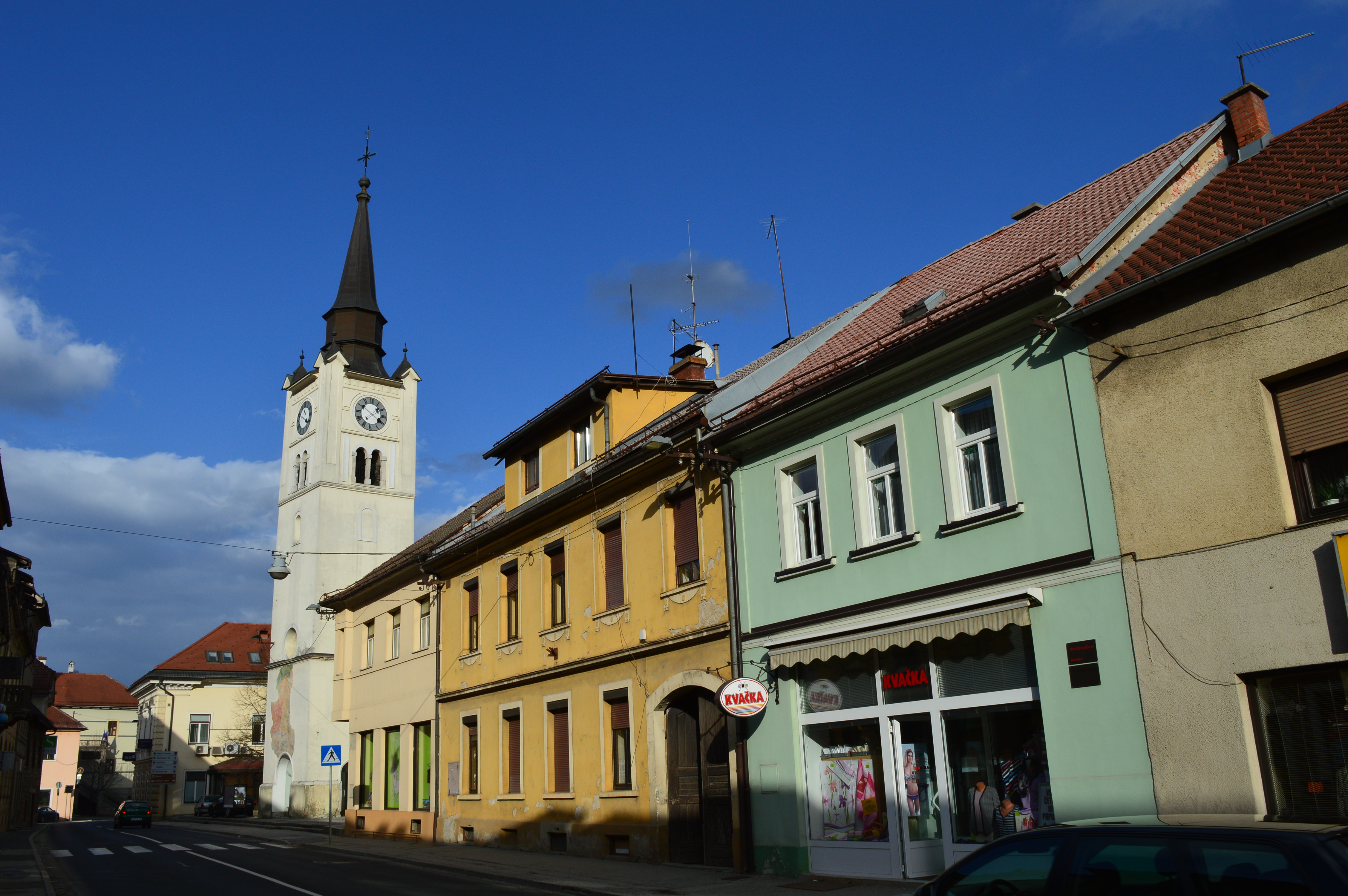
Kostel sv. Petra z ul. Staneta Rozmana
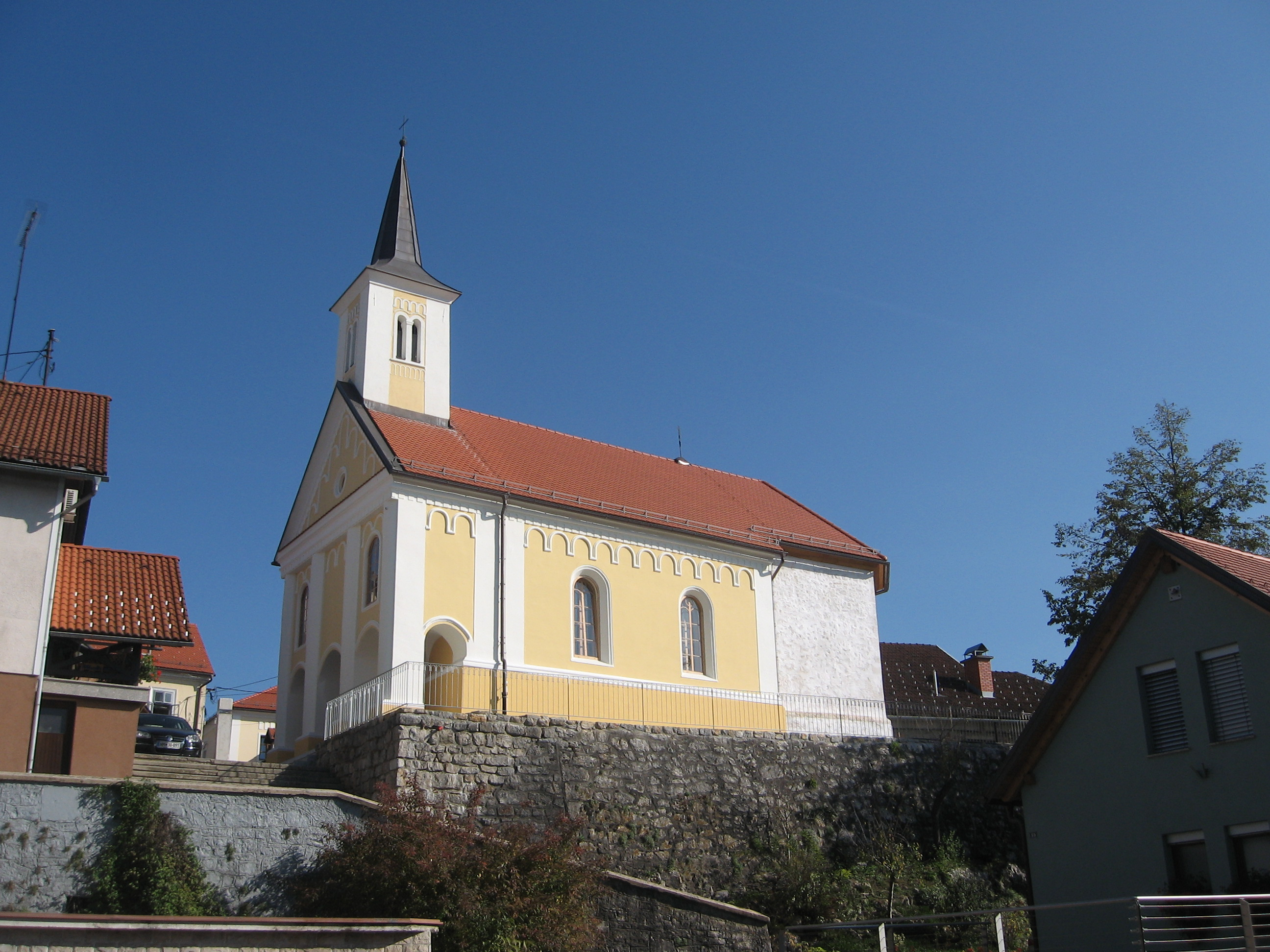
Kostel sv. Ducha
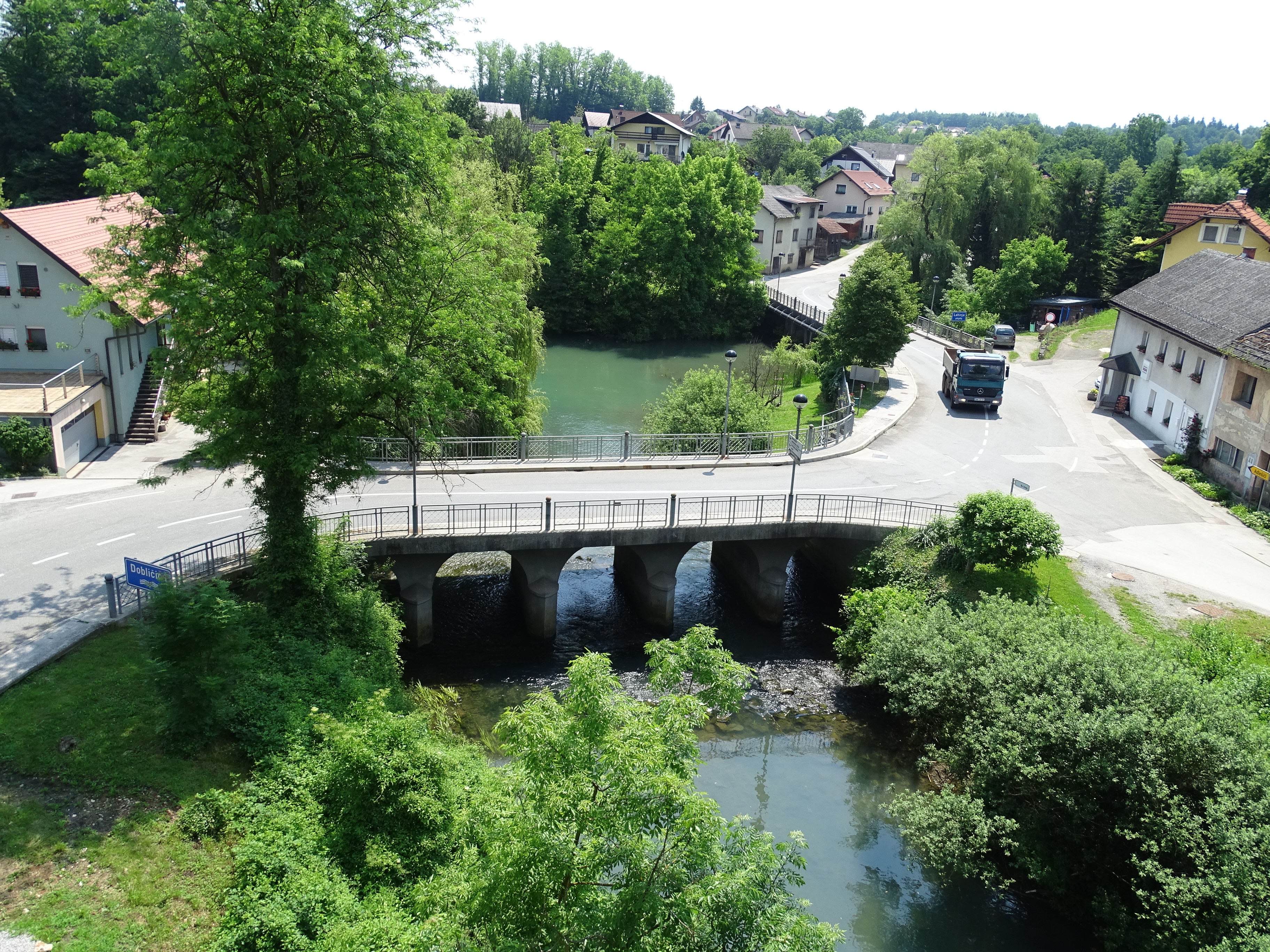
Soutok řeky Lahinje a Dobličice
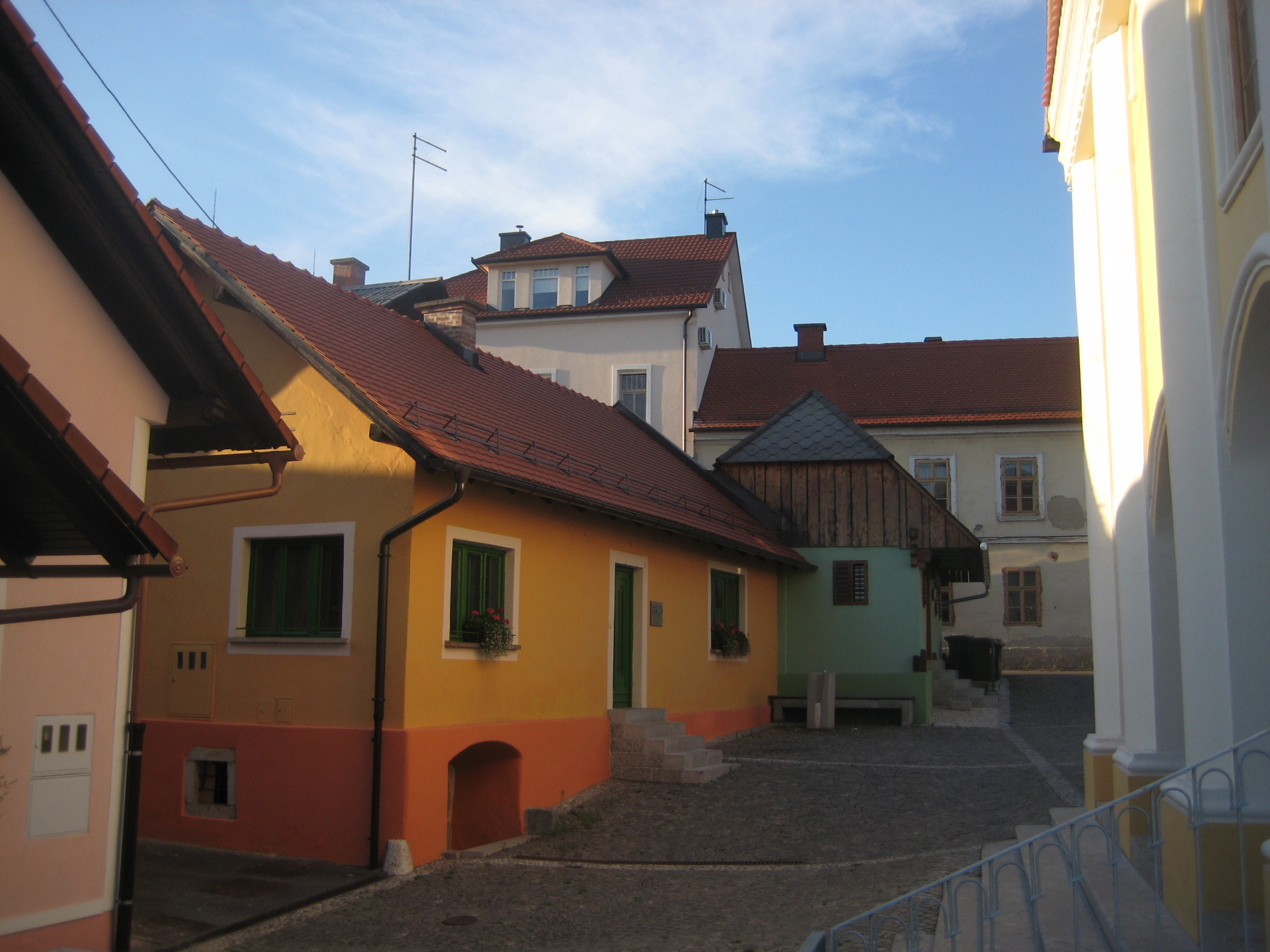
Jádro starého města
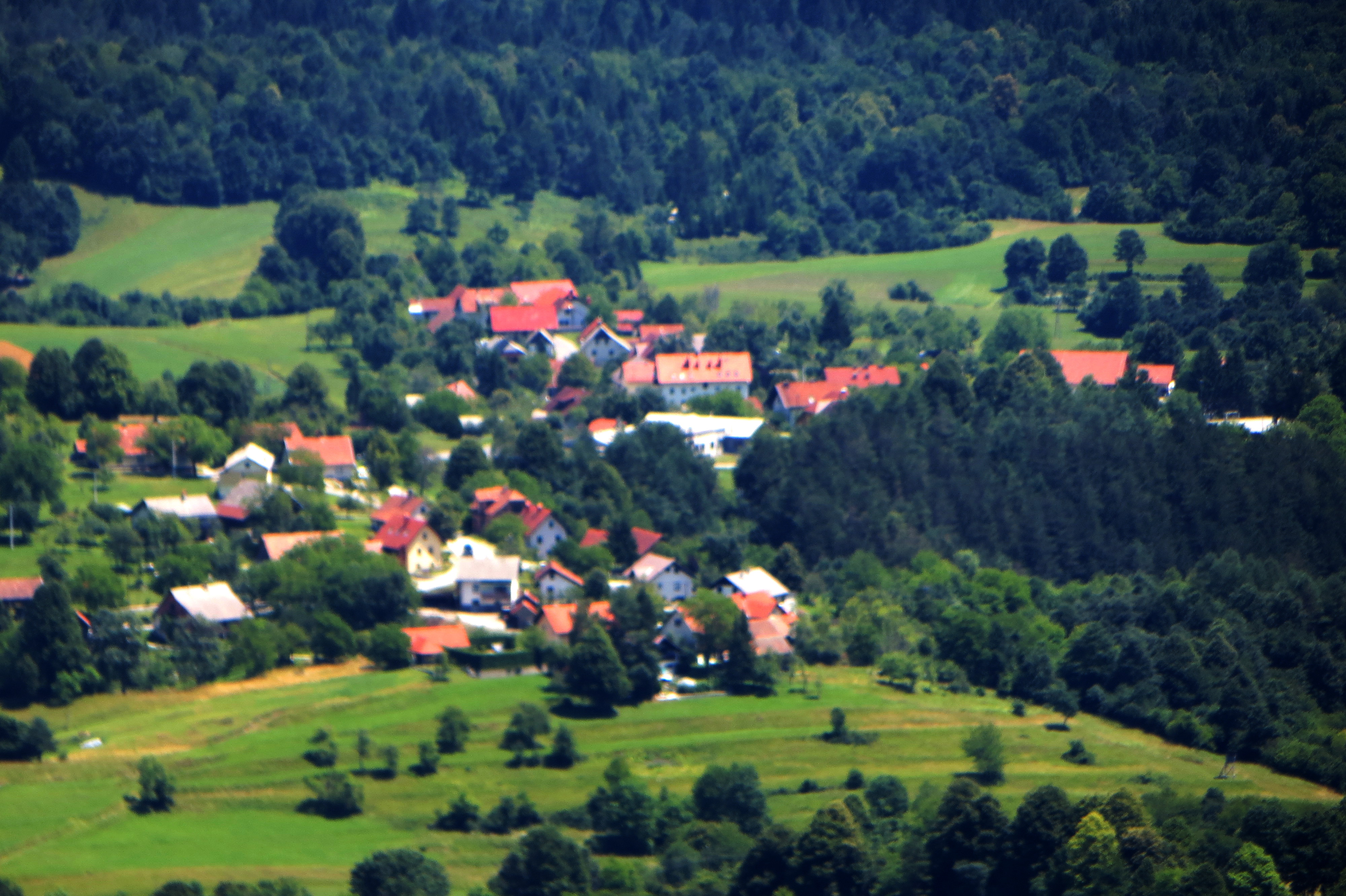
Deskova Vas - vesnice v typické krajině jižního Slovinska